# Alcithoe benthicola
Alcithoe benthicola là một loài ốc biển sâu, kích thước rất lớn, là động vật thân mềm chân bụng sống ở biển trong họ Volutidae, họ ốc dừa.